# Đuro Pucar
Đuro Pucar - Stari, bosansko-hercegovski politik * 13. december 1899, † 12. april 1979.

## Življenjepis
Leta 1920 je postal član SKOJ in leta 1922 član KPJ; zaradi revolucionarnega delovanja je večkrat bil zaprt.
Leta 1941 je bil eden od organizatorjev NOVJ v Bosni in Hercegovini; med vojno je bil na različnih partijsko-političnih položajih, od 1943 sekretar Pokrajinskega komiteja KPJ za Bosno in Hercegovino in s tem vodilni komunistični politik iz Bosne in Hercegovine, kar je kot sekretar Centralnega komiteja KP/ZK BiH (od ustanovitve le-te 1948) ostal vse do leta 1965; obenem je bil tudi član ožjega političnega vodstva Jugoslavije (1948 kandidat za člana politbiroja CK KPJ, nato od 1952 član Izvršnega komiteja (oz. od 1966 predsedstva) CK ZKJ. 
Po vojni je bil podpredsednik Ustavodajne skupščine DFJ/FLRJ, minister za BiH, predsednik Prezidija Ljudske skupščine BiH (1946–1948), eden podpredsednikov Prezidija Ljudske skupščine FLRJ (1946–1953), predsednik vlade LR BiH, oz. Izvršnega sveta (1948–1953) in Ljudske skupščine BiH (1953–1963), nazadnje član Sveta federacije.
Poleg drugih odlikovanj je dobil reda narodnega heroja in kar dvakrat junaka socialističnega dela (drugič po svoji smrti, podobno kot Edvard Kardelj)